# Vila Livia
Vila Livia, původně vila Fasolt, později vila Křička, se nachází v lázeňské části Karlových Varů ve čtvrti Westend v ulici Zámecký vrch 1161/28. Byla postavena v roce 1908.

## Historie

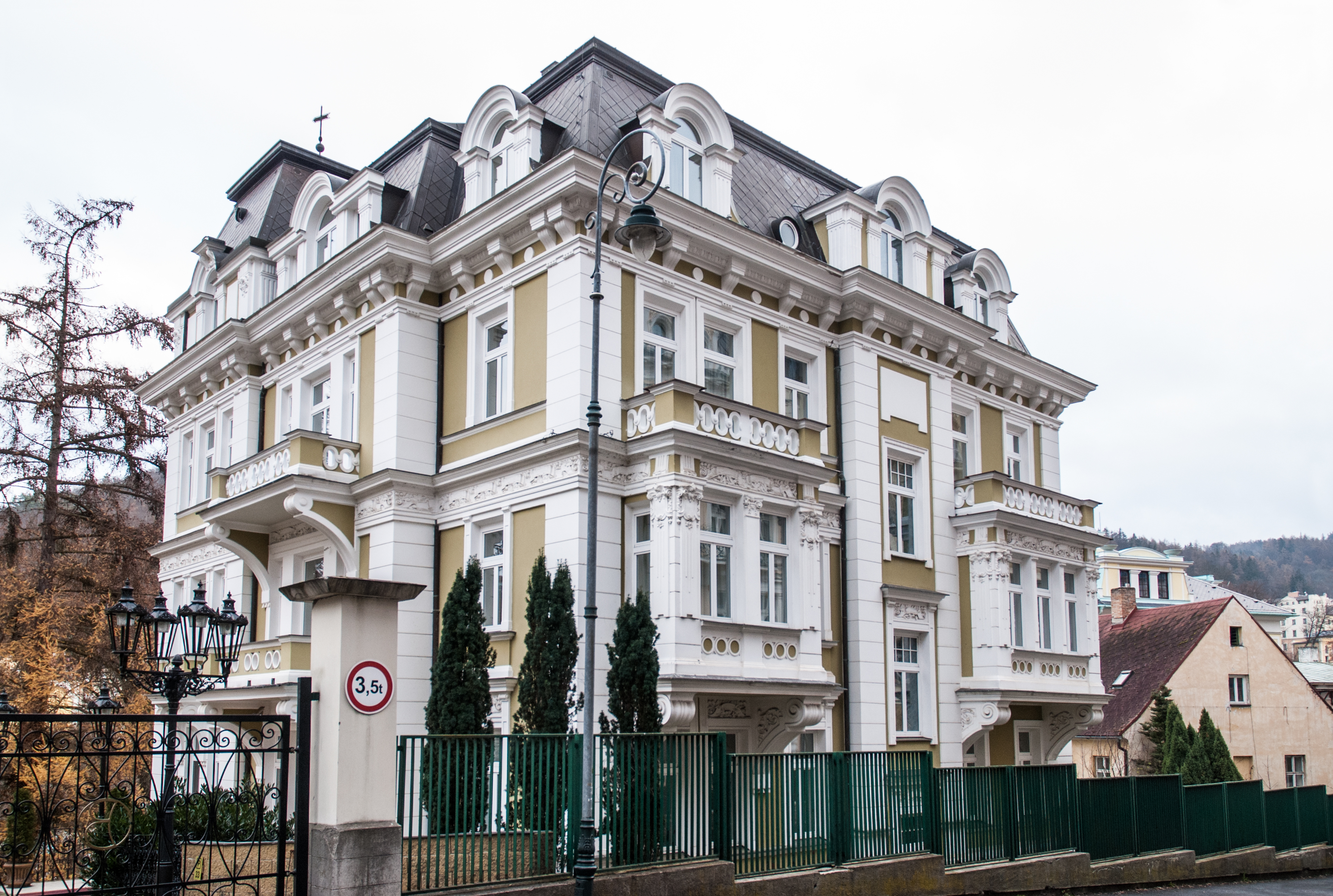
Vila Livia, vpravo dům Telegraf

Na volné ploše pod Královskou vilou (Königsvilla) byla postavena v roce 1908 nová vila pro doktora Wilhelma Fasolta. Plány na třípatrovou stavbu vypracoval karlovarský architekt Leo Buchen. Vnitřní dispozice již byla s halou a jednotlivými ordinacemi. Dostala jméno po svém stavebníkovi – vila Fasolt. Doktor Wilhelm Fasolt ji vlastnil ještě v letech 1924–1930.
Po druhé světové válce byla znárodněna a byla jí přidělena národní správkyně Loeblová–Janatková. Od června 1952, již jako lázeňský dům Fasolt, spadala pod Československé státní lázně. Později byla přejmenována na Křička, a když byla zařazena pod Státní sanatorium Bristol, byla nazvána Livia.
V současnosti (únor 2021) je vila evidována jako objekt občanské vybavenosti v majetku společnosti Bristol Group s. r. o. Slouží jako lázeňský hotel.

## Popis
Vila se nachází ve čtvrti Westend v ulici Zámecký vrch 28, č. p. 1161. Byla postavena v historizujícím slohu se secesními prvky. Nárožní věž je zakončena nízkou francouzskou jehlancovou střechou. Na nárožích jsou použity bosované lizény a secesní štuková výzdoba – nápisové stuhy s vavřínovými listy. Střecha je mansardová s vikýři.

## Zajímavost
V roce 1911 se zde ubytoval bulharský car Ferdinand I., častý host lázní, který jezdíval do Karlových Varů a Mariánských Lázní ještě jako princ Coburský.